# Anthurium thompsoniae
Anthurium thompsoniae är en kallaväxtart som beskrevs av I.Arias. Anthurium thompsoniae ingår i släktet Anthurium och familjen kallaväxter. Inga underarter finns listade.